# Андриј Јармоленко
Андриј Николајевич Јармоленко (укр. Андрі́й Микола́йович Ярмо́ленко; 23. октобар 1989) украјински је фудбалер који игра на позицији нападача и тренутно наступа за Вест Хем јунајтед.
У Динаму из Кијева је за десет сезона одиграо 341 утакмицу и постигао 137 голова.
За репрезентацију Украјине је постигао 38 голова и налази се на другом месту најбољих стрелаца репрезентације.

## Успеси
Динамо Кијев
- Премијер лига Украјине: 2008/09, 2014/15, 2015/16.
- Куп Украјине: 2013/14, 2014/15.
- Суперкуп Украјине: 2009, 2011.